# Syryjskie przekłady Nowego Testamentu

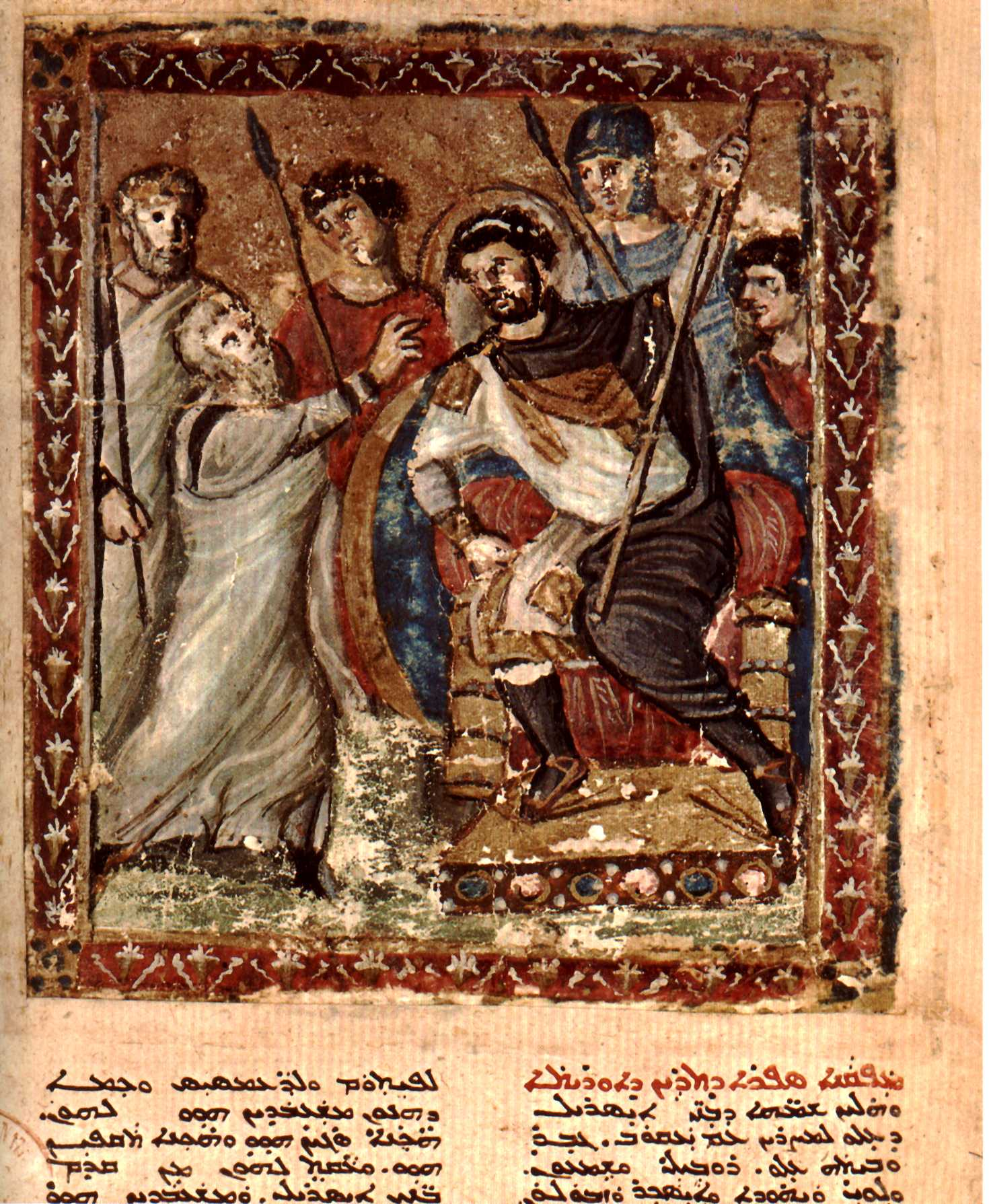
Paryska Biblia Syryjska, Mojżesz przed faraonem

Syryjskie przekłady Biblii – ogół przekładów Biblii na język syryjski, które zaczęły powstawać już od około 170 roku n.e. Ze względu na czas ich powstania bliski oryginałom są one ważnym świadkiem tekstu Biblii, często używanym w krytyce tekstu.
Syria odegrała wielką rolę w początkach chrześcijaństwa. Tutaj powstały Ewangelia Mateusza, Ewangelia Łukasza, Didache, Ignatiana, Ewangelia Tomasza. W Syrii krzyżowały się wpływy języka greckiego i syryjskiego, a sam syryjski jest bliski aramejskiemu, którym posługiwał się Jezus i apostołowie. Dlatego przekłady syryjskie cieszą się wielkim szacunkiem u krytyków tekstu. Nie ma zgody co do liczby przekładów syryjskich, większość biblistów mówi o pięciu, część zaś o sześciu przekładach – w zależności od tego, która wersja uznawana jest za nowe tłumaczenie, a która jedynie za recenzję wcześniejszego tłumaczenia. Część owych przekładów dotyczy jedynie części Nowego Testamentu. Większość rękopisów przechowywana jest dziś w europejskich bibliotekach (przede wszystkim w Bibliotece Brytyjskiej), a pochodzą one z takich krajów jak: Liban, Egipt, Synaj, Mezopotamia, Armenia, Indie, a nawet z Chin. Jest to dowód wielkiej żywotności Kościoła Syryjskiego.

## Diatessaron
Najstarszym przekładem Nowego Testamentu na język syryjski jest prawdopodobnie Diatessaron (Harmonia Czterech Ewangelii), dokonany przez Tacjana około 180 roku. Tacjan stworzył własny porządek chronologiczny, czasem radykalnie odbiegający od chronologii każdej z Ewangelii. Teksty powtarzające się zostały odrzucone, w efekcie czego Diatessaron stanowi 72% łącznej objętości czterech Ewangelii. Autor w największym stopniu wykorzystał Ewangelię Jana, w najmniejszym – Ewangelię Marka. 56 wierszy kanonicznych Ewangelii nie znajduje swoich odpowiedników w Diatessaronie. Pominięte zostały genealogie Jezusa, teksty mówiące o człowieczeństwie Chrystusa, Józef nie jest nazywany mężem Marii. Nie ma też Pericope adulterae (J 7,53–8,11). Reprezentuje tekst zachodni. ST-owe cytaty są zgodne z tekstem Starego Testamentu Peszitty. Diatessaron zachował się w przekładzie arabskim i łacińskim, w języku greckim zachowały się jedynie fragmenty.

## Przekłady starosyryjskie
Kolejny przekład – tym razem całego Nowego Testamentu – dokonany został w końcu II wieku (albo niewiele wcześniej). Cytuje go Efrem Syryjczyk. Nazywany jest przekładem starosyryjskim, a sporządzony został na podstawie starego tekstu greckiego reprezentującego tekst zachodni. Zachował się tylko w dwóch wczesnych manuskryptach: kuretońskim (IV wiek) i synajskim (V wiek). Pierwszy z nich, oznaczany symbolem syrcur, odnaleziony został przez Williama Curetona w klasztorze św. Marii Deipara w Egipcie. Przekład ten wydany został przez W. Curetona w 1858 roku (Lo 1858) oraz Francisa C. Burkitta (C 1904). Ewangelie w tym rękopisie występują w kolejności: Mateusza, Marka, Jana i Łukasza.
Drugi, młodszy, oznaczany symbolem syrsin, odkryty został przez Agnes Smith Lewis w 1892 roku na Synaju. Rękopis ten jest palimpsestem. Kodeks zawiera niemal kompletny tekst czterech Ewangelii. Manuskrypt syrosynajski, pochodzący z rękopisu przechowywanego w klasztorze św. Katarzyny na Synaju wydali R.L. Bensly i in. (C 1894) oraz Agnes Smith Lewis (Lo 1910). Przekład syrosynajski stał się podstawą wielu tłumaczeń tekstu Ewangelii na języki wschodu.
Oba rękopisy sporządzone zostały w V (ewentualnie w IV) wieku, ale przekazują tekst bliski do tekstu z około roku 200. Oba rękopisy zawierają znaczne luki. Reprezentują tekst zachodni. Starosyryjski przekład Listów Pawła nie zachował się. Znamy go tylko z cytatów ojców wschodniego Kościoła.
Oba rękopisy opuszczają termin „pierworodny” w Mt 1,25, frazę „błogosławcie przeklinających was” w Mt 5,44, wiersz Mt 12,47, w czym są zgodne z Kodeksem Synajskim i Watykańskim. Rękopisy te wykazują też różnice pomiędzy sobą, na przykład przekład syrokuretoński zawiera dłuższe zakończenie Ewangelii Marka, podczas gdy przekład syrosynajski je pomija.

## Peszitta
Na początku V wieku ponownie przełożone zostały wszystkie księgi Nowego Testamentu (z wyjątkiem 2 Piotra, 2 Jana, 3 Jana, Judy, Apokalipsy). Burkitt autorstwo przekładu przypisał bp Rabbuli z Edessy (zm. 436). W X wieku przekład nazwany został Peszittą. Reprezentuje tekst bizantyjski, jednak z wielką liczbą aleksandryjskich i zachodnich naleciałości. Ma też ponad sto swoich własnych nigdzie nie występujących wariantów. Oznaczany jest symbolem syrp.
Zachowało się ponad 350 rękopisów Peszitty. Najstarsze pochodzą z V wieku. Najważniejsze rękopisy:
- Paris syr. MS. 296, I° – prawdopodobnie najstarszy rękopis Peszitty, zawiera tekst Łk 6,49-221,37
- British Library MS Add 14425, datowany na 463/464 rok (drugi, najstarszy datowany rękopis biblijny)
- British Library MS Add 14459, datowany na V wiek
- Codex Phillipps 1388, datowany na koniec V wieku.
- British Library MS Add 17117, datowany na koniec V wieku lub początek VI, zawiera Ewangelię Mateusza i Marka (do 9,10).
- British Library MS Add 14453, datowany na koniec V wieku lub początek VI, zawiera tekst czterech Ewangelii.
- British Library MS 14470, datowany na V lub VI wiek, zawiera cztery Ewangelie, Listy Pawła, Dzieje, List Jakuba, 1 Piotra i 1 Jana.
- Morgan MS 783, datowany na VI wiek, zawiera niepełne trzy Ewangelie.
- British Library MS Add 14459, według kolofonu napisany pomiędzy 528/529 a 537/538 rokiem, zawiera Ewangelię Łukasza I Jana.
- British Library MS Add 14479, datowany na 533/534 rok, zawiera Listy Pawła.
- Codex Vaticanus Sir. 12, napisany w 548 roku, zawiera tekst czterech Ewangelii.
- Ewangelie Rabbuli, datowany na 586 rok, zawiera tekst czterech Ewangelii, najstarszy dekorowany syryjski rękopis NT.

## Późniejsze syryjskie przekłady
Jedną z wciąż nierozwiązanych zagadek w historii tekstu Nowego Testamentu jest przekład filokseński (syrph) i harkleński (syrh). Według jednej z wersji są one recenzjami Peszitty, według innej nowymi przekładami. Przekładu filokseńskiego dokonał chorepiskop Polikarp w latach 507–508 z polecenia Filoksena, biskupa Mabbug. Oprócz tłumaczenia Nowego Testamentu z języka greckiego obejmował on prawdopodobnie również księgi Starego Testamentu (przede wszystkim Księgę Psalmów i Księgę Izajasza). Fragmenty tego mało znanego przekładu wydał J. Gwynn (Db 1897, Lo 1909). Prawdopodobnie teksty 2. List Piotra, 2. List Jana, 3. List Jana, List Judy i Apokalipsa św. Jana w wydaniach Peszitty pochodzą właśnie z przekładu filokseńskiego.
Pochodzący z 616 roku przekład harkleński jest dziełem Tomasza z Heraklei, biskupa Mabbug. Nie ma pewności w jakim stopniu jest to nowy przekład a w jakim rewizja przekładu filokseńskiego. Zawiera on uwagi i aparat krytyczny szczególnie częste w Dziejach Apostolskich, które mają duże znaczenie dla zachodniej recenzji tekstu; był on używany w liturgii i ulegał wielu zmianom. Przekład harkleński zachował się w rękopisach pochodzących z IX wieku. W całości wydał go J. White (Ox 1798–1803), a we fragmentach G.H. Bernstein (L 1853) i R.L. Bensly (C 1889).
Około 500 roku dokonano też przekładu na syropalestyński dialekt języka syryjskiego (syrpal). Przekład ten zachował się tylko we fragmentach jako lekcje czytane w trakcie nabożeństw u palestyńskich melchitów. Jego tekst wykazuje wpływy Targumów, reprezentuje tekst cezarejski i jest całkowicie niezależny od innych syryjskich przekładów. Został on wydany przez Agnes Smith Lewis (Lo 1897, C 1907) oraz P. de Lagarde’a (Gö 1892).
W latach 615–617 w jednym z klasztorów znajdujących się koło Aleksandrii z polecenia syryjskiego patriarchy antiocheńskiego Atanazego I Gammolo (595–631) powstał przekład syroheksaplarny będący dosłownym przekładem tekstu Starego Testamentu pochodzącego z Hexapli Orygenesa. Ponieważ przekład ten zawiera aparat krytyczny Orygenesa, w tym również uwagi marginesowe odnoszące się do greckich przekładów ST Akwilii, Teodocjona i Symmachusa, ma on duże znaczenie dla krytyki tekstu Septuaginty. Zachowały się z niego pochodzące z VII wieku w tłumaczeniu arabskim Pięcioksiąg Mojżeszowy, Księga Hioba oraz deuterokanoniczna Księga Mądrości a także pochodzący z IX wieku Codex Ambrosianus 313. Pochodzącą z tego kodeksu Księgę Psalmów, Księgę Hioba, Księgę Mądrości oraz księgi prorockie wydał A.M. Ceriani (Mi 1874), a P.A. de Lagarde (Bibliothecae syriacae, Gö 1892) wydał fragmenty innych ksiąg. Według Bar Hebreusa przekładu syroheksaplarnego dokonał biskup jakobicki Paweł z Telli położonej koło Edessy.
Około 705 roku n.e. powstał przekład Starego Testamentu dokonany przez Jakuba z Edessy. Jest to w zasadzie rewizja tekstu Peszitty oraz przekładu heksaplarnego. Tekst ma podział na rozdziały oraz ich streszczenia, a także dodaje wyjaśnienia. Zachowały się z niego tylko niektóre księgi. Księgę Ezechiela oraz Izajasza wydał Antonio Ceriani (Mi 1863).

## Ograniczenia przekładów syryjskich
Język syryjski, jako język semicki, nie zna końcówek i nie mógł sobie pozwolić na tak wielką swobodę w zmianie kolejności słów jaka cechowała język grecki. Rzeczownik nie jest odmieniany przez przypadki, czasownik nie ma wszystkich czasów języka greckiego i odmieniany jest w zupełnie inny sposób niż w języku greckim, toteż w przekładzie z greckiego na syryjski, bądź syryjskiego na grecki największe trudności sprawiają różnice w formach odmiany czasownika.
Starotestamentowe cytaty stosowane przez Diatessaron były uzgadniane z ich brzmieniem w syryjskim Starym Testamencie. W późnych syryjskich przekładach są zgodne z ich formą oddaną w greckim Nowym Testamencie.
W transkrypcjach imion własnych spółgłoska ξ oddawana jest przy pomocy dwóch syryjskich spółgłosek ܭܣ. Litera τ oddawana była przez ܜ, litera θ przez ܬ (np. w imieniu Τιμοθεε, Tymoteusz, ܛܡܬܐܘܣ). W przypadku semityzmów starano się odtworzyć oryginalne semickie brzmienie. Jednak nie wszystkie semickie imiona zostały właściwie rozpoznane (np. Aretas w 2 Kor 11, 32). Grecki Nowy Testament na dwa sposoby transkrybuje święte miasto „jerušalajim”: Ιερουσαλημ i Ιεροσολυμα. Przekłady syryjskie oddają to jednolicie przez Urišlem. Διαβολος jest regularnie oddawany przez satana. Σιμων Πετρος jest niemal zawsze oddawane przez šem‛un kepa. Πετρος czasami oddawane jest przez „Ptrws”.